# グラーツ大学図書館

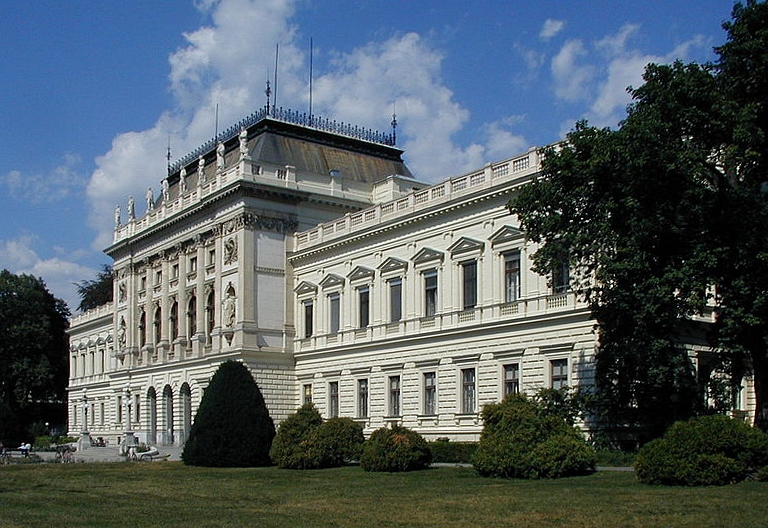
グラーツ大学。大学図書館はこの中心となる建物の後方に位置する。

グラーツ大学図書館（-だいがくとしょかん、ドイツ語:Universitätsbibliothek Graz）は、オーストリア第2の都市グラーツにある、グラーツ大学に併設する図書館。シュタイアーマルク州で最も規模が大きく、オーストリア全体では3番目に大きい科学的および公共の図書館である。グラーツ大学の一部である図書館は図書館本館、職員図書館（法学部、社会科学部、社会経済学部）、そしてそれぞれの図書館分棟から構成されており、一般開放されている。略称はUBグラーツ。

## 沿革

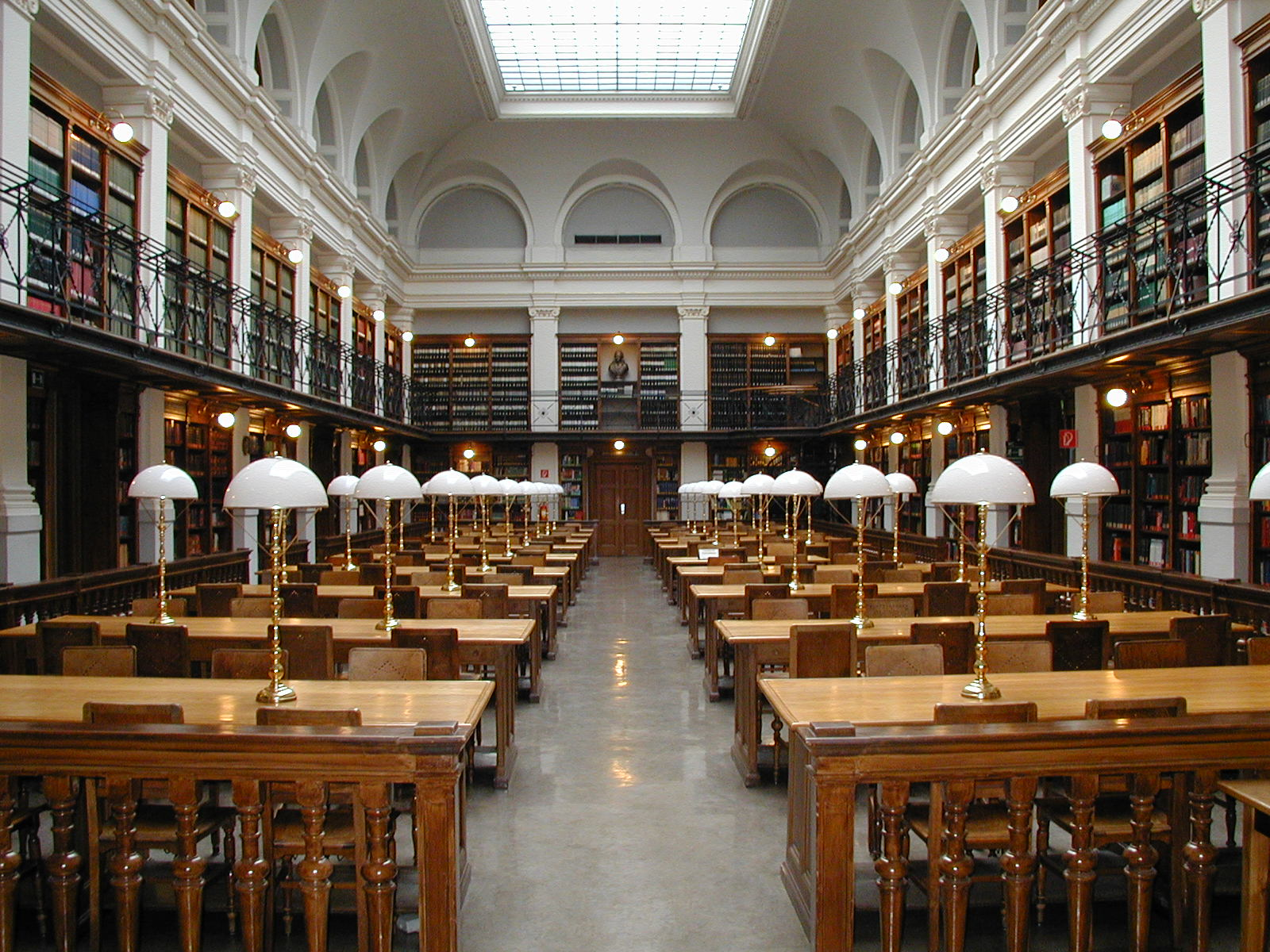
ルネサンス様式の歴史ある読書室。

### イエズス会大学図書館
グラーツ大学図書館は、反宗教改革運動期をその起源とする。1571年以来、イエズス会はオーストリア大公カール2世の要請に従い、プロテスタントが多くを占めるグラーツにおいて、市民の再カトリック教徒化を推し進めていた。そうした理由のため1573年に、学校と図書館を併設するイエズス会大学を聖堂の隣に建設した。その後1585年に学校は、ローマ教皇グレゴリウス13世の承認を得た。こうしてイエズス会大学図書館も、イエズス会大学と同じく社会的地位を得るようになったのである。後に様々な修道院からグラーツへ多くの本が輸送されるようになった上、寄付なども相次いだことが原因となり、図書館は急速に成長した。大学は程度の差はあれ神学に関する機能があったため、図書館が購入に重点を置く図書も宗教学に関連したものであったが、それらはカトリック教学関係の書物のみというわけではなかった。大学教授の一人であった数学者のパウル・ギュルダンの影響もあり、当時は自然科学を描写したものがよく提供されていたのだ。そして1773年にイエズス会の体制が廃止されると、大学は州立大学となった。

### 公共の大学図書館
1775年、大学は法令により再び公式に設立され、その図書館と共に国の統制下に置かれた。しかし、大学と大学図書館を運営する皇帝高官の多くは、元イエズス会員だった。1781年に新しい建物の微調整が行われた後大学図書館は運営が再開され、初めて一般に開放されることとなった。しかし、28巻にのぼる蔵書目録の行方は辿る事ができず、持ち去られたか或いはイエズス会員により廃棄されたものと考えられている。今日までにそうした当時の目録は依然として見つかっていない。また修道院から運ばれた相当な数の書籍も、行方がわからない目録の混乱を悪化させた。

### リセ図書館
1782年、数ある他の大学と同じく、グラーツ大学はヨーゼフ2世により、リセの地位にまで下げられた。それにも屈せず、図書館の蔵書数は軒並み増えていった。

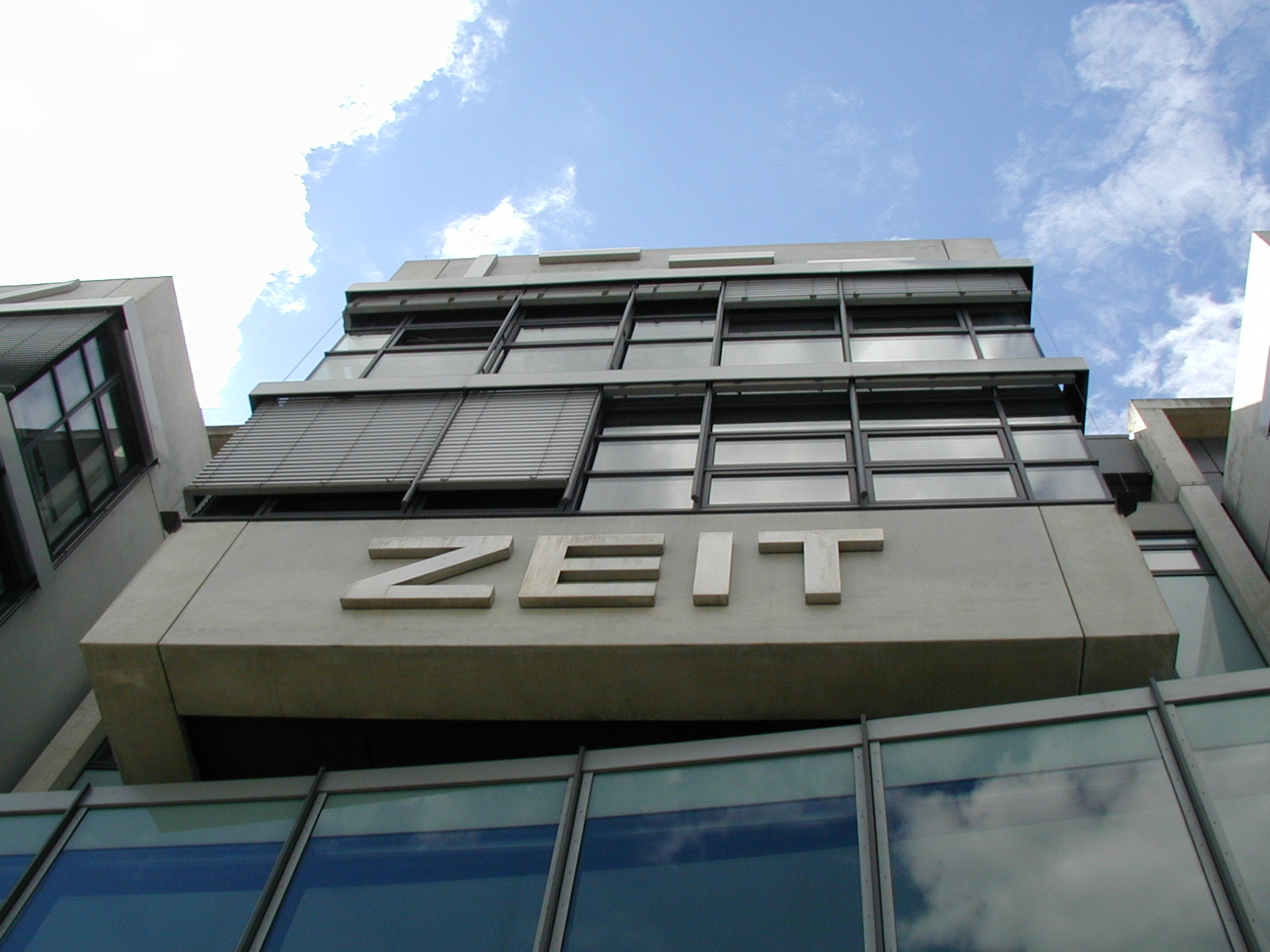
新設された建物前面。1994年から1996年にかけ建設。

### 大学図書館の再建
それから45年後の1827年4月19日、古い権限はフランツ2世により再び承認された。それ以来、グラーツ大学はその正式名称「カルル・フランツェンス・グラーツ大学」にもある通り、2人の大学創始者の名前を掲げた。ここで再架設の補助が必要であったが、大学は州政府に追加費用を与えてはならなかった。それゆえに、大学は人々からの寄付や遺贈を頼るに留まった。職員の数が3人から6人に増え、寄付金が830ギルダーから4000ギルダーへと上昇した1870年のみ、大学は再びその職務を適切に成し遂げることができた。

### 移転から第二次世界大戦終結まで
市内中心部の限られた土地のため、1891年に建物の新しい複合体がその周辺（現在のゲイドルフ区）に建設された。これら個々の建物は、異なった時期にそれぞれ開館となった。1895年9月9日から22日の間、図書館は13万5千冊の書物を新しく改装された大学の図書館本館へ移した。蔵書数の成長は更に増加しながら、管理は第一次と第二次の二大世界大戦で大量の書物を失う痛手もこうむった。1944年の空爆から保護するため、実に6万冊の本が安全な場所へと避難された。そして1945年10月22日、図書館は再び開館となった。第二次世界大戦で4500冊（15世紀以前の200冊の初期刊本を含む）の書物が消失した。

### 近年の発展

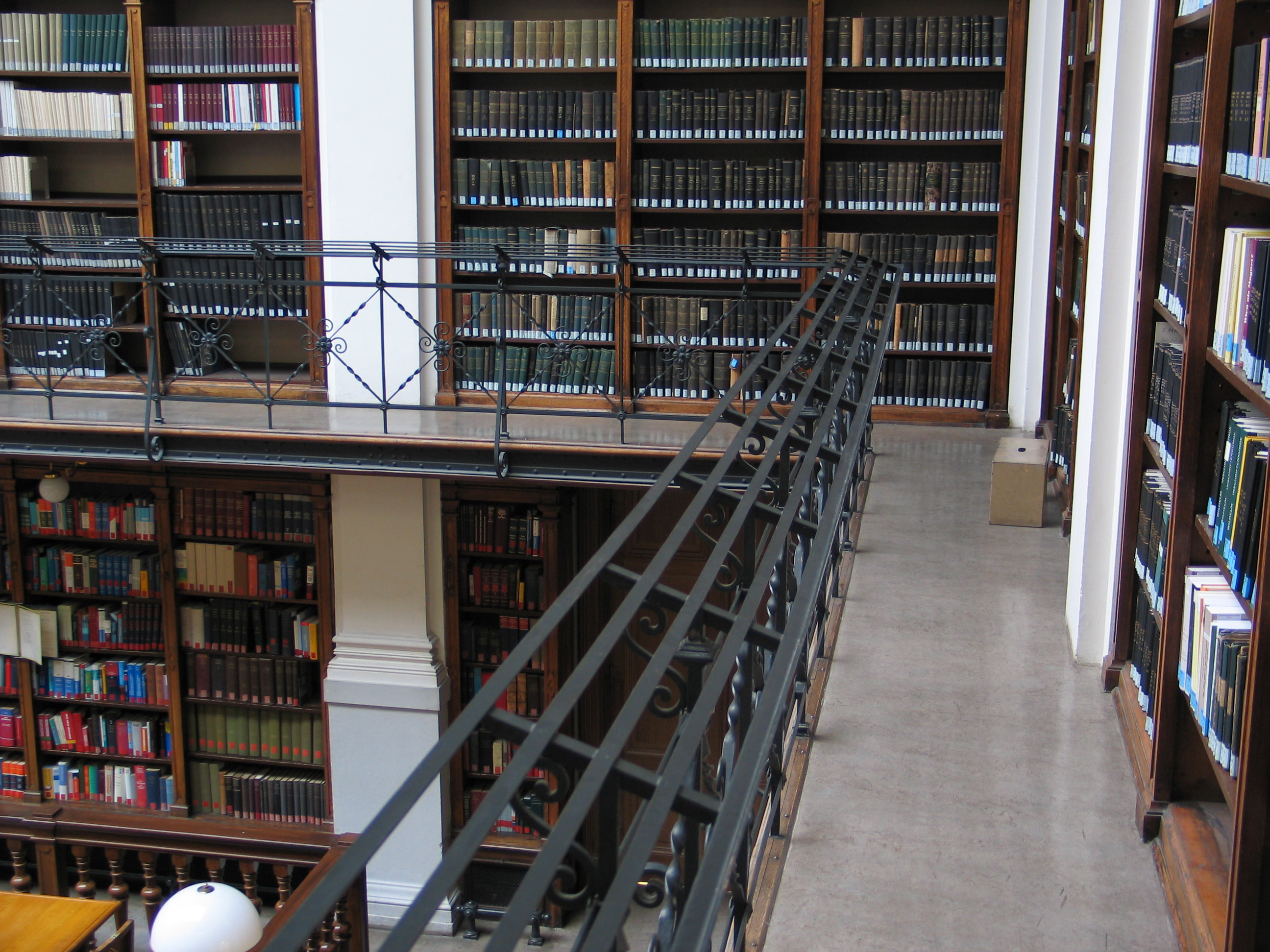
本館読書室。

20世紀後半の図書館は、主に構造上の変化と前進的な分散化に特徴付けられる。1950年、二つの主要書庫は南東の別館にある、読書室の後ろの縁に沿って場所を定められた。1970年には新たな入り口と広間と共に、旧棟に新しい建物が加えられた。更に1994年から1996年にかけて、法学部、社会科学部、社会経済学部の図書館を収容する、レソウィ（ReSoWi）図書館が建てられた。同時にもう一つの建物が、以前からある図書館の前面を変えることなく、直接付け加える形で建設された。それに加えて、グラーツ図書館の様々な分館が、本館からやや距離を置いた場所に開館した。1996年には、画面などを通した視覚媒体用にメディア・ライブラリも設置した。ウィーン大学図書館やインスブルック大学図書館と共に、グラーツ大学図書館は電子雑誌や電子書籍を協力して利用するため据え付けられた、国立および国際団体の設立における監督の役割を担う図書館であるとみなされている。こうして、1998年には最も費用効果の高いものとなった。その後は2004年の大学分割の結果として、医学部分館が大学図書館の独立した図書館となった。ほかには2005年7月1日に「オーストリア・eメディア協同組合」を設置している。グラーツ大学図書館はオーストリア文学のデジタル化を推進する、オンラインオーストリア文学プロジェクトにも、権威を持って参画している。

## 蔵書

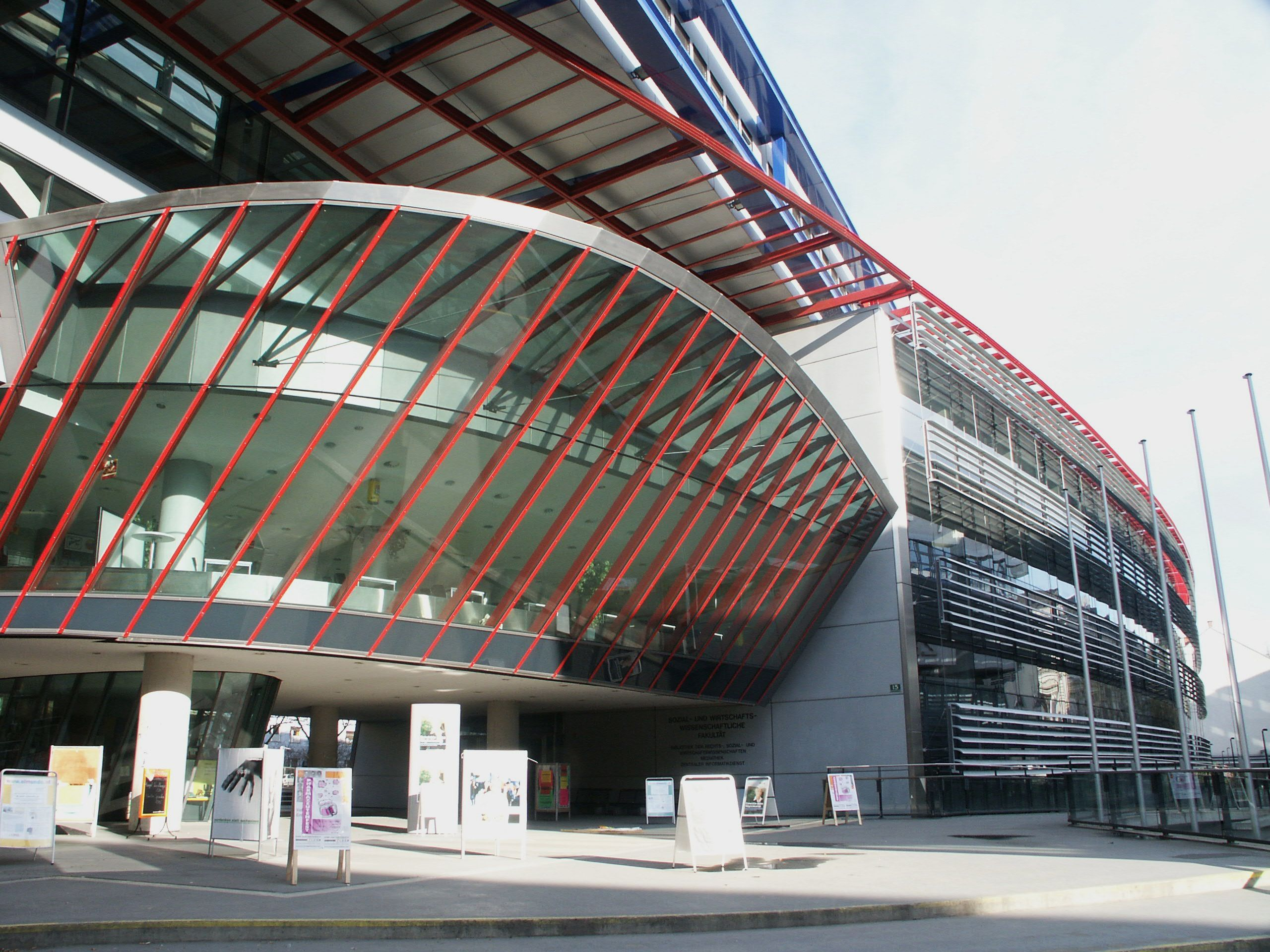
1994年から2年間かけて建設されたレソウィ（ReSoWi）の外観。

旧図書館の蔵書数は歴史上明らかとなっていない。ある原典の情報によれば、1773年に1万冊を数えたという記録もあり、また他の情報源によると1776年に4万2千冊の蔵書数を誇ったとされている。同様に信頼度の低い情報では、1839年頃に5万冊かそれ以下の書物が収容されていたとも言われる。1860年の調査では3万8千冊の印刷物が収められていたと言明されており、多くの書物が1巻以上の巻数を有していたことになる。1879年の図書館は10万冊の書物を保有していたが、20世紀初期の年には20万冊もの書物を抱え込むようになった。2000年を跨ぐ頃には、大学図書館はおよそ3百万冊の刊行本、2000を越える手記、約1200冊の初期刊本、そして多くの学者達からの遺贈品に、およそ1400冊の定期刊行本を実際に貯蔵していることがわかっている。

## 特別コレクション
特別コレクション課は、1900年までに刊行された全ての手記や作品を収容している。数ある中でも最も著名な羊皮紙の手記には、シナイ山麓にある聖カタリナ修道院で発見された、5つの最古のグルジア人手記（7世紀から11世紀にかけてのもの）がある。一方、紙に書かれた手記の中で最も重要なものには、ヨハネス・ケプラーがパウル・ギュルダンに宛てた手紙が収容されている。オクシリンコスとヒベーよりもたらされた42あるパピルスの手記にも言及すべきであろう。これらは1896年から1907年の間にイギリスのエジプト調査協会（Egypt Exploration Society）が発見したもので、市が協会の発掘作業に資金援助をしたお返しとして贈呈され、図書館の所有物となったものだ。今日では、こうした発見の大部分はオックスフォードのアシュモリアン美術館、ロンドンの大英博物館、そしてカイロのエジプト考古学博物館に置かれている。